# ベルクシュトラーセ郡
ベルクシュトラーセ郡 (ドイツ語: Kreis Bergstraße) は、ドイツ連邦共和国ヘッセン州のダルムシュタット行政管区に属す郡である。
隣接する郡は、北がグロース＝ゲーラウ郡、ダルムシュタット＝ディーブルク郡、東がオーデンヴァルト郡、南がバーデン＝ヴュルテンベルク州のライン＝ネッカー郡とマンハイム市である。西はライン川がラインラント＝プファルツ州との天然の州境をなす。ライン川左岸は郡独立市のヴォルムス市とライン＝プファルツ郡である。

## 地理
郡域の一部はオーデンヴァルトに属し、その他の部分はオーバーライン地溝帯やヘッセン沼沢地域に含まれる。ヒルシュホルンとネッカーシュタイナハはネッカー渓谷に位置し、ミヒェルブーフ地区とともに、他の郡域と直接つながらない飛び地を形成している。名前の元となったのは、ダルムシュタットからバーデン＝ヴュルテンベルク州ヴィースロッホまで通るドイツ観光街道の一つであるベルクシュトラーセである。この街道の北部がベルクシュトラーセ郡を通っている。

## 住民
住民の大部分は、中部ドイツ語に属するライン・フランケン語系プファルツ語に属するクーアプファルツ語の話者で占められ、宗教はプロテスタントである。

## 歴史
ベルクシュトラーセ郡の地域は、1800年まで、大部分がマインツ選帝侯領に属し、一部がプファルツ選帝侯領、ヘッセン＝ダルムシュタット方伯領やエアバッハ＝シェーンベルク伯領に属した。1803年の帝国代表者会議主要決議以後は、ヘッセン＝ダルムシュタット方伯、後のヘッセン大公国のプロヴィンツ・シュタルケンブルク（プロヴィンツは、ヘッセン大公国を3つに分けた統治単位）に属した。行政区画としては、初めベンスハイム、フュルト、ゲルンスハイム、ヘッペンハイム、ヒルシュホルン、キュルンバッハ（ヴィンプフェン）、ラムペルトハイム、リンデンフェルス、ロルシュ、プフングシュタット、シェーンベルク、ゼーハイム、ヴァルト＝ミヒェルバッハ、ヴィンプフェン、ツヴァイゲンベルクが設けられた。これらの行政区画が合併していくつかの管区が形成された。この管区が現在の郡の先駆けとなった。現在のベルクシュトラーセ郡の郡域に設けられた管区はベンスハイム管区、ヘッペンハイム管区、リンデンフェルス管区、ヒルシュホルン管区、さらにバーデン領内の飛び地としてヴィンプフェンとキュルンバッハからなる管区があった。
1832年8月20日に南シュタルケンブルクの管区を廃して郡を設けることが公示され、これに基づきベンスハイム郡とリンデンフェルス郡が設けられた。ヘッペンハイムはベンスハイム郡への編入が予定され、その管区はベンスハイム郡に組み込まれた。しかし、1832年10月15日に発効した法令ではベンスハイム郡と、リンデンフェルス郡ではなくベンスハイム郡が2つの郡として設立され、ヘッペンハイム市はベンスハイム郡に編入されなかった。ヴィンプフェン管区は独立した行政管区として残された。
1848年7月31日にベンスハイム郡とヘッペンハイム郡はヘッペンハイム地域管区として合併された。ヴィンプフェン管区はエアバッハ地域管区に組み込まれた。この行政改革はわずかに約4年間しか維持されず、1852年5月12日に統合は解消された。これによりリンデンフェルス郡が復活し、ヴィンプフェン郡が新たに設けられたが、1874年に最終的に廃止され、ベンスハイム郡とヘッペンハイム郡に組み込まれた。
1936年にヘッセン州の行政下（1918年から）で、プロヴィンツや郡の議会が廃止され、1937年にシュタルケンブルク、オーバーヘッセン、ラインヘッセンのプロヴィンツが撤廃され、郡の境界の見直しがなされた。1938年11月1日にヘッセン州では郡域再編が行われた。3つの旧プロヴィンツからそれぞれ郡の廃止がなされることとなった。シュタルケンブルクでは、ベンスハイム郡がこれに該当した。これによりベンスハイム郡の大部分がヘッペンハイム郡に編入され、同郡がベンスハイム郡の権限継承者となった。ラムペルトハイム、ビブリス、ビュールシュタット、ホーフハイムはラインヘッセンのヴォルムス郡に編入された。新しい行政区画はベルクシュトラーセ郡と名付けられた。
1945年までは、この他にバーデン＝ヴュルテンベルクのバート・ヴィンプフェンがベルクシュトラーセ郡の飛び地であった。1945年以後、ヴォルムス郡とヴォルムス市のライン川右岸地域がベルクシュトラーセ郡に編入された。1972年からのヘッセン州の自治体再編では、ベルクシュトラーセ郡に大きな変更はなかった。ただ、ラウデーナウが住民投票の結果オーンヴァルト郡に移管され、ライヒェルスハイム (オーデンヴァルト) の一部となった。

### 人口推移
ベンスハイム郡、ヘッペンハイム郡、ベルクシュトラーセ郡の人口推移を示す。
| 年   | ベンスハイム郡 | ヘッペンハイム郡 |
| ---- | -------------- | ---------------- |
| 1900 | 55,916         | 47,083           |
| 1910 | 65,760         | 51,909           |
| 1925 | 72,863         | 55,087           |
| 1933 | 78,917         | 59,000           |

| 年   | ベルクシュトラーセ郡 |
| ---- | -------------------- |
| 1939 | 97,105               |
| 1950 | 170,373              |
| 1961 | 186,562              |
| 1969 | 226,100              |
| 1970 | 223,991              |
| 1987 | 240,111              |
| 1990 | 248,500              |
| 2001 | 264,695              |
| 2007 | 264,380              |
| 2011 | 260,741              |
| 2015 | 264,893              |
| 2020 | 270,366              |

## 行政

### 郡議会
| 政党、選挙グループ            | 得票率  | 議席数 |
| ----------------------------- | ------- | ------ |
| CDU                           | 37.5 %  | 27     |
| SPD                           | 19.9 %  | 14     |
| GRÜNE                         | 18.3 %  | 13     |
| AfD                           | 8.1 %   | 6      |
| FDP                           | 7.2 %   | 5      |
| Freie Wähler Kreis Bergstraße | 4.7 %   | 3      |
| DIE LINKE                     | 3.0 %   | 2      |
| FW                            | 1.3 %   | 1      |
| 合計                          | 100.0 % | 71     |
| 投票率                        | 51.4 %  | 51.4 % |

### 紋章
図柄: 四分割。向かって左上は、青地に銀の山の上に建つ銀の胸壁付きの塔。向かって右上は銀地に黄色い芯を持つ赤い五弁の花。向かって左下は、銀地に赤い先端の尖った十字。向かって右下は青地にヘッセンの獅子。（1954年10月27日に認可）
銀の胸壁付き塔は、かつてこの地域の最も重要な防衛施設であったシュタルケンブルク城（現在は遺跡が遺る）を示す。赤い五弁の花は春に咲く花の多様性を表している。先端の尖った十字はロルシュ修道院の紋章である。

## 経済と社会資本

### 経済
ベルクシュトラーセは、観光地である。一方、その穏やかな気候のため、タバコ、アスパラガス、あるいは良質のブドウが栽培されている。また、ベルクシュトラーセ沿いには、Ciba Specialty Chemicals（化学、ランペルトハイム）、Langnese-Iglo（食品、ヘッペンハイム）、SAP SI（ソフトウェア、ベンスハイム）、Sirona Dental Systems GmbH（歯科材料、ベンスハイム）、スズキ（原動機付き車両、ベンスハイム）、Tyco Electronics（電子部品、ベンスハイム）といった企業が拠点を構えている。

### 交通
郡域を、連邦アウトバーンA5号線（ハイデルベルク - ダルムシュタット）、A6号線（カイザースラウテルン - ハイルブロン）、A67号線（マンハイム - ダルムシュタット）、A659号線（フィールンハイム - ヴァインハイム）が通っている。また、多くの連邦道や州道も郡内を走っている。B3号線（ハイデルベルク - ダルムシュタット）、B37号線、B38号線、B44号線、B47号線、B460号線などがその主なものである。
郡内の公共旅客交通は、ライン＝ネッカー＝ドライエックに属す他の郡と同様に、ライン＝ネッカー交通連盟が運営している。

## 市町村
| 市 - ベンスハイム (Bensheim 41,758) - ビュールシュタット (Bürstadt 16,980) - ヘッペンハイム (Heppenheim 27,610) - ヒルシュホルン (ネッカー) (Hirschhorn (Neckar) 3,473) - ラムペルトハイム (Lampertheim 33,053) - リンデンフェルス (Lindenfels 5,378) - ロルシュ (Lorsch 14,088) - ネッカーシュタイナハ (Neckarsteinach 4,099) - フィールンハイム (Viernheim 34,348) - ツヴィンゲンベルク (Zwingenberg 7,284) 町村 - アプトシュタイナハ (Abtsteinach 2,472) - ビブリス (Biblis 9,145) - ビルケナウ (Birkenau 9,992) - アインハウゼン (Einhausen 6,657) - フュルト (Fürth 10,886) - ゴルクスハイマータール (Gorxheimertal 4,181) - グラーゼレンバッハ (Grasellenbach 4,177) - グロース＝ロールハイム (Groß-Rohrheim 3,666) - ラウタータール (Lautertal 7,167) - メルレンバッハ (Mörlenbach 10,154) - リムバッハ (Rimbach 8,887) - ヴァルト＝ミヒェルバッハ (Wald-Michelbach 10,840) 市町村に属さない地域 - ミヒェルブーフ地区 （住民はネッカーシュタイナハに属す） |

かっこ内の単位のない数値は、2023年12月31日現在の人口である。